# GeIL
Golden Emperor International Ltd. o comúnmente conocido como GeIL es un fabricante de componentes de hardware informático, localizados en Taipéi, Taiwán, con enfoque en productos de memoria flash y SDRAM desde el año 1993. Desde entonces, GeIL se ha concentrado en la tecnología de fabricación y diseño de módulos de memoria. La compañía tiene distribución en 50 países de todo el mundo. La sede de GeIL se encuentra en Taipéi, Taiwán, con sucursales en Hong Kong y China.

## Productos

### Productos para memorias DRAM
- DDR/2/3/4 del tipo Dimm & SO-Dimm
- Memoria para equipos industriales - DDR2 & DDR3
- Dimm para Servidores
- Sistemas de refrigeración para módulos de memoria

### Productos flash
- Memorias USB
- Unidades de estado sólido (SSD en inglés)